# Ereção
Uma ereção (clinicamente: tumescência) é um fenômeno fisiológico no qual os seios, clitóris ou pênis se tornam firmes, ingurgitados e nesse último maior. A ereção é resultante de uma interação complexa de fatores psicológicos, neurais, vasculares e endócrinos e é frequentemente associada à excitação ou atração sexual, geralmente para se ter uma relação sexual.
Como resposta do sistema nervoso autônomo, uma ereção pode resultar de uma variedade de estímulos, e, portanto, não está totalmente sob controle consciente. Fisiologicamente, as artérias dilatam, fazendo com que os corpos cavernosos dos órgãos sexuais tanto masculino quanto feminino se enchem de sangue; simultaneamente, os músculos comprimem as veias, restringindo a saída e circulação desse sangue.
A ereção durante o sono ou ao acordar é conhecida como ereção matinal ou noturna. O estado de um pênis que é parcialmente ereto, mas não totalmente, é algumas vezes conhecido como semi-ereção (clinicamente: tumescência parcial); um pênis que não está ereto é normalmente chamado de flácido.

## Terminologia
O termo ereção (AFI: erɛˈsɐ̃w̃; antes do Acordo Ortográfico de 1990: erecção) vem do latim erectiōne, substantivo feminino que significa "ação de levantar". Clinicamente, o estado e processo de ereção são descritos como "tumescência". O termo para diminuir ou cessar uma ereção é "detumescência". Existem várias gírias, eufemismos e sinônimos para a palavra em português e em outros idiomas.

## Fisiologia

### Masculina
Na presença de estimulação mecânica, a ereção peniana é iniciada pela divisão parassimpática do sistema nervoso autônomo, com o mínimo de informações do sistema nervoso central. Ramos parassimpáticos se estendem do plexo sacral para as artérias que suprem o tecido erétil; após a estimulação, esses ramos nervosos liberam acetilcolina, que, por sua vez, causa a liberação de óxido nítrico das células endoteliais nas artérias trabeculares.

Processo de ereção peniana

O óxido nítrico difunde-se para o músculo liso, atuando como um agente vasodilatador. As artérias dilatam, enchendo o corpo esponjoso e o corpo cavernoso com sangue. O corpo esponjoso é uma estrutura tubular localizada logo abaixo do corpo cavernoso, que contém a uretra, através da qual a urina e o sêmen passam durante a micção e a ejaculação, respectivamente. Os músculos isquiocavernoso e bulboesponjoso também comprimem as veias dos corpos cavernosos, limitando a drenagem venosa do sangue. Geralmente, o prepúcio se retrai automática e gradualmente, expondo a glande, embora alguns homens possam ter que retrai-la manualmente.
Após a ejaculação ou a interrupção da estimulação, a ereção geralmente diminui, mas o tempo gasto pode variar dependendo da espessura e comprimento do pênis. A divisão simpática constringe as artérias penianas e os sinusóides cavernosos, forçando o sangue a sair do tecido erétil através de veias relacionadas à ereção, que incluem uma veia dorsal profunda, um par de veias cavernosas e dois pares de veias para-arteriais entre a fáscia de Buck e a túnica albugínea. A rigidez da ereção é controlada mecanicamente pela redução do fluxo sanguíneo através dessas veias.
O córtex cerebral pode iniciar a ereção na ausência de estimulação mecânica direta (em resposta a estímulos visuais, auditivos, olfativos ou imaginados) atuando através de centros eréteis nas regiões lombar e sacral da medula espinhal. O pênis pode ficar ereto durante o sono ou ao acordar, por exemplo. O córtex também pode suprimir a ereção, mesmo na presença de estimulação mecânica, assim como outros fatores psicológicos, emocionais e ambientais.

### Feminina
A ereção do clitóris ocorre quando os corpos cavernosos, duas estruturas eréteis expansíveis, ficam ingurgitadas de sangue. Isso pode resultar de qualquer um dos vários estímulos fisiológicos, incluindo a excitação sexual. Durante a excitação, o fluxo sanguíneo arterial para o clitóris aumenta e o músculo liso relaxa, permitindo que os tecidos eréteis absorva o sangue. Os tecidos eréteis são compostos por espaços vasculares revestidos com endotélio.
Os músculos isquiocavernoso e bulbocavernoso se contraem para comprimir a veia dorsal do clitóris e interrompem a drenagem, aprisionando o sangue. Esse processo se estende a túnica albugínea. Como resultado, o clitóris se torna tumescente para acomodar o aumento da pressão intracavernosa.
Erick Janssen (2007) afirmou que "os corpos cavernosos do clitóris são essencialmente semelhantes aos do pênis, exceto que não há camada subalbugineal interposta entre a túnica albugínea e o tecido erétil". O afinamento da pele aumenta a sensibilidade ao contato físico. Após o orgasmo de uma mulher, a ereção geralmente termina, mas isso pode levar tempo.

## Aspectos sócio-sexuais
A ereção é um indicador comum de excitação sexual e é necessária para que um homem efetue a penetração e a relação sexual. As ereções são comuns em crianças e bebês e até ocorrem antes do nascimento. Após atingir a puberdade, elas ocorrem com muito mais frequência. Geralmente, o tamanho do pênis ereto é fixo ao longo da vida pós-pubescente. Seu tamanho pode ser aumentado por cirurgia, embora o aumento peniano seja controverso e a maioria dos homens "não esteja satisfeita" com os resultados, de acordo com um estudo.
Em relação ao tamanho do pênis, um estudo com 15 521 homens, onde os sujeitos foram medidos por profissionais de saúde, concluiu que o comprimento médio quando ereto é de 13,12 cm (5,17 polegadas), enquanto a circunferência média é de 11,66 cm (4,59 polegadas). É comum o pênis apresentar uma curvatura, dependendo da tensão do ligamento suspensor que o mantém em posição. Essa curvatura também pode ser causado pela doença de Peyronie, que proporciona dor durante a ereção. Os tratamentos incluem medicação oral (como colchicina) ou cirurgia, que geralmente é reservada como último recurso.
A ereção espontânea, também conhecida como ereção involuntária, aleatória ou indesejada, é comum e parte normal da fisiologia masculina. Socialmente, as ereções penianas podem ser embaraçosas se ocorrerem em público. As mesmas podem ocorrer espontaneamente a qualquer hora do dia e causar protuberância na roupa. Uma aversão incomum ao pênis ereto às vezes é chamada de falofobia.

## Condições médicas
A disfunção erétil (antes conhecida como "impotência") é uma disfunção sexual caracterizada pela incapacidade de desenvolver e/ou manter uma ereção. Isso acontece devido a falta de liberação de óxido nítrico (NO) pelo endotélio vascular dos ramos da artéria perineal, um ramo da artéria pudenda interna. O estudo da disfunção erétil na medicina é conhecido como andrologia, um subcampo na urologia.
A disfunção erétil pode ocorrer devido a razões fisiológicas ou psicológicas, a maioria das quais é passível de tratamento. Os motivos fisiológicos comuns incluem diabetes, insuficiência renal, alcoolismo, esclerose múltipla e aterosclerose, no entanto 70% dos casos são resultantes de doenças mentais. Alguns medicamentos usados para tratar outras condições, como lítio e paroxetina, podem causar disfunção erétil.
A disfunção erétil, intimamente ligada às noções culturais de masculinidade, pode ter consequências psicológicas. Existe uma forte cultura de silêncio e incapacidade de discutir o assunto. Cerca de um em cada dez homens experimenta problemas recorrentes de impotência em algum momento de suas vidas. Há também o priapismo, uma condição oposta, na qual o pênis não retorna ao seu estado flácido. Ereções com duração superior a quatro horas é uma emergência médica.

## Em animais
Diferentemente da relação sexual humana, onde o pênis fica ereto antes, a cópula canina inicia sem ereção. No momento da penetração, o pênis do cachorro não fica ereto, e só é capaz de penetrar na fêmea porque possui um osso estreito chamado báculo, uma característica da maioria dos placentários. Depois que o macho alcança a penetração, frequentemente ele segura a fêmea e realiza a movimentação, e é nesse período que o pênis se expande.
O pênis de um elefante é em forma de "S" quando totalmente ereto e possui um comprimento de 100 cm. Já nos touros, dada a pequena quantidade de tecido erétil, há pouco aumento após a ereção. No entanto, o pênis dos Bos taurus é bastante rígido quando flácido e fica ainda mais durante a ereção. O órgão sexual de uma fossa alcança entre as pernas dianteiras quando ereto e do Oxyura vittata pode atingir o mesmo comprimento do animal. O pênis dos pássaros possui estrutura diferente de outros mamíferos, sendo erigido por linfa e tendo a expansão da parede cloacal.
Quando não está ereto, o pênis de um cavalo é alojado dentro do prepúcio, com 50 cm de comprimento e 2,5 a 6 cm de diâmetro. O músculo retrator se contrai para retrair o pênis para dentro da bainha e relaxa para permiti-lo se estender a partir dela. Quando ereto, o pênis dobra em comprimento e a glande aumenta em 3 a 4 vezes. A ereção e a protrusão ocorrem gradualmente, pela crescente tumescência do tecido vascular erétil. A maioria dos garanhões atinge a ereção dentro de 2 minutos após o contato com uma égua.